# 카펠러안덴에이설

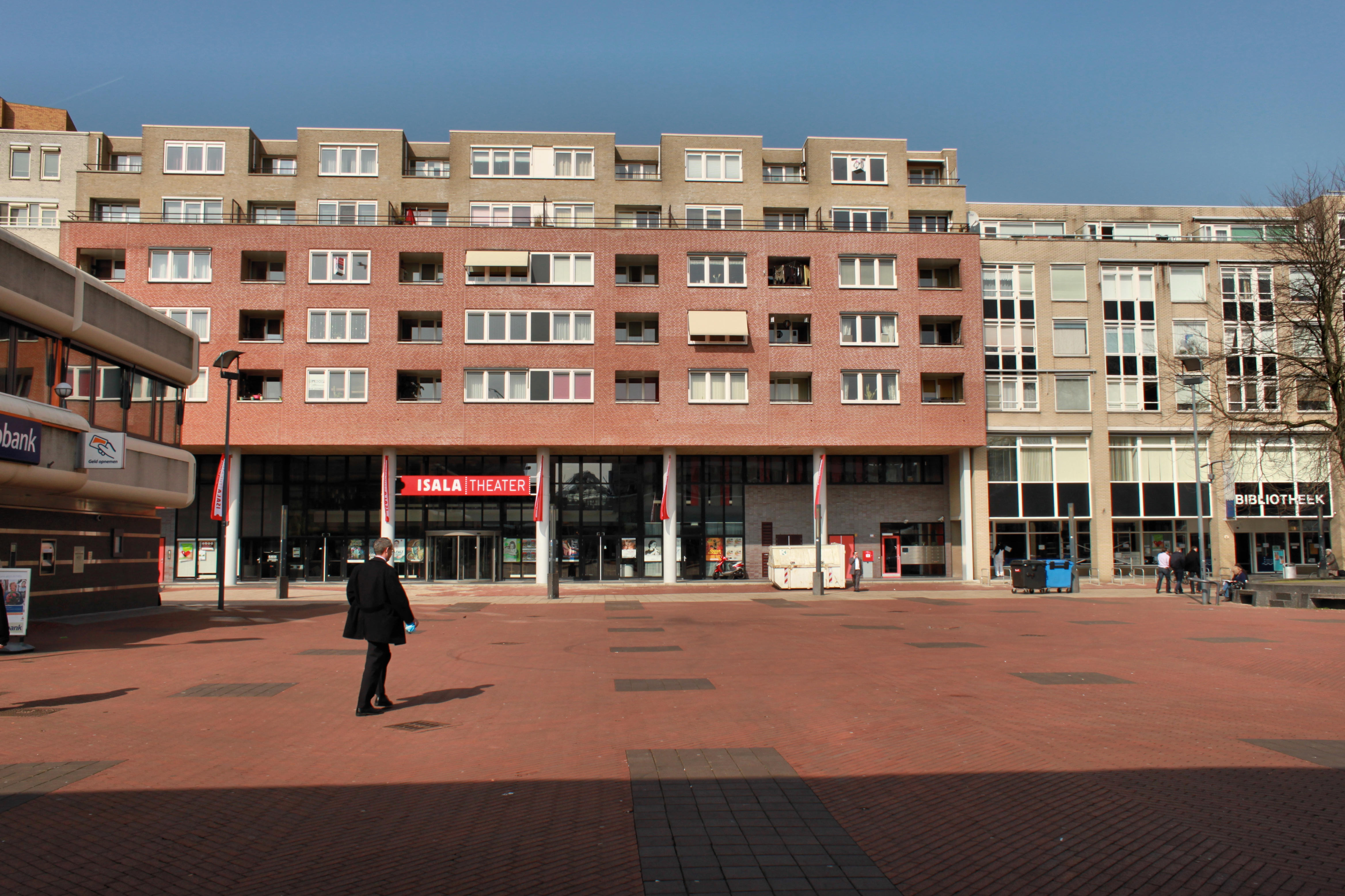
카펠러안덴에이설

카펠러안덴에이설의 위치

카펠러안덴에이설(네덜란드어: Capelle aan den IJssel)은 네덜란드 자위트홀란트주의 도시로 면적은 15.40km2, 높이는 -2m, 인구는 66,261명(2014년 5월 기준), 인구 밀도는 4,650명/km2이다.

시기
시 문장